# Reinaldo II de Nevers
Reinaldo II de Nevers  (1055 - 5 de agosto de 1089), conde de Nevers, Auxerre e Tonnerre entre 1079 e 1089.

## Relações familiares
Foi o filho mais velho de Guilherme I de Nevers (1029 - c. 1097), conde de Nevers, Auxerre e Tonnerre e de Ermengarda de Tonnerre (c. 1032 - 1083) filha mais velha de Reinaldo I de Bar-sur-Seine e Tonnerre, Conde de Tonnerre. Foi casado por duas vezes, a primeira com Ide-Raymonde de Forez filha de Artaldo V de Forez, Conde de Forez de quem teve:
1. Ermengarda de Nevers (1073-1100) casada em 1095 com Miles de Courtenay (? - 1138), filho de Juscelino I de Courtenay (1034 -?[5]).

O segundo casamento foi com Inês Beaugency,  filha de Lancelino II de Baugency.
1. Guilherme II de Nevers (1083 - 20 de agosto de 1148) casado com Adelaide de Nevers[7]
2. Roberto de Nevers Visconde de Ligny-le-Chatel casado com Mathilde de Dunois.